# Chlamydospore
Een chlamydospore is een ongeslachtelijke, dikwandige rustspore van Oomycota (waterschimmels) en schimmels (Fungi) zoals gisten. Hiermee kan het organisme ongunstige omstandigheden, zoals in droge of hete seizoenen, overleven.
Chlamydosporen zijn gewoonlijk donkergekleurd en hebben een ronde vorm en een glad oppervlak. Ze zijn meercellig, waarbij de cellen via poriën in het septum met elkaar in verbinding staan.

Chlamydosporen
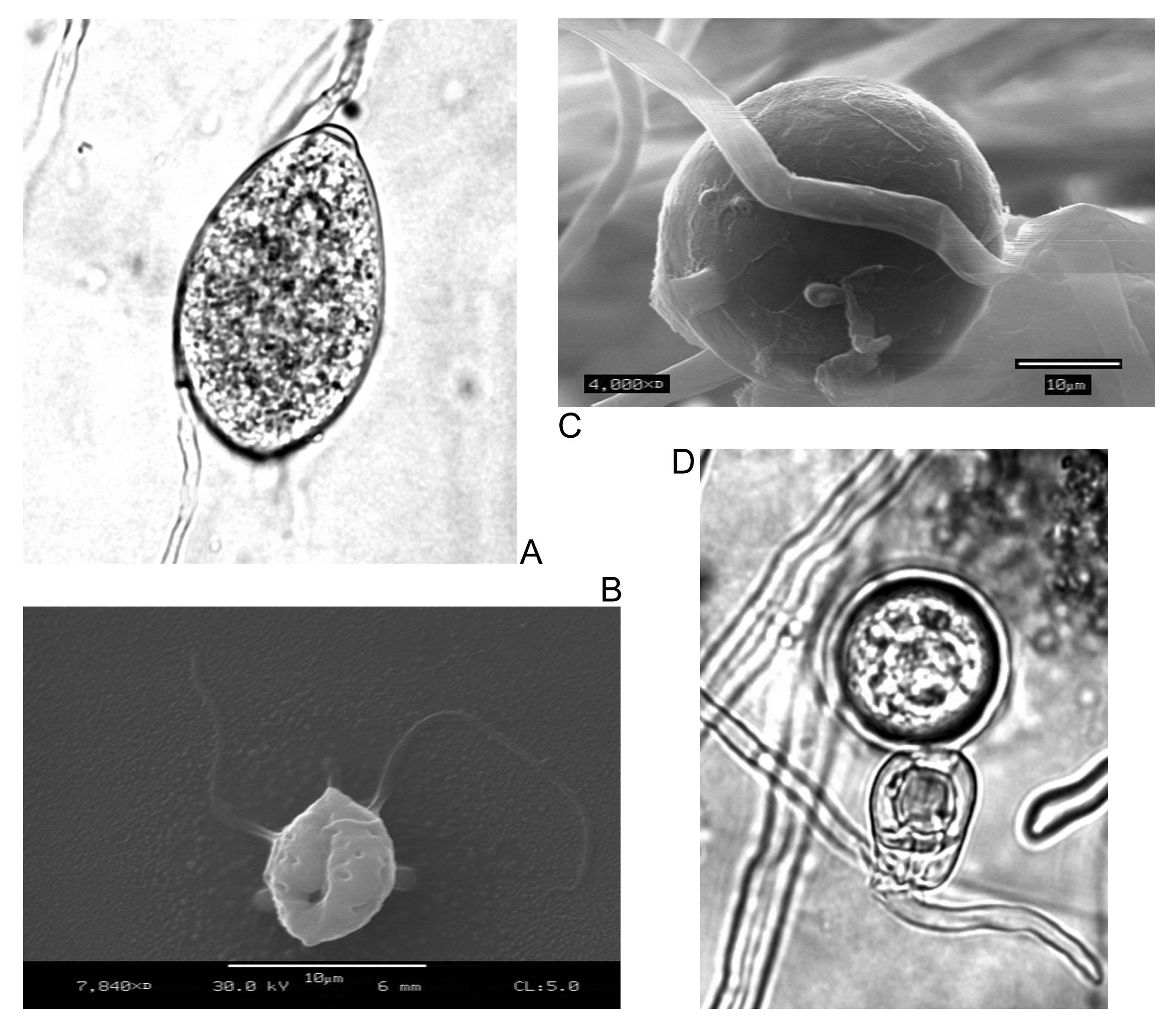
Phytophthora voortplantingsorganen: A: Sporangium. B: Zoöspore. C: Chlamydospore. D: Oöspore.
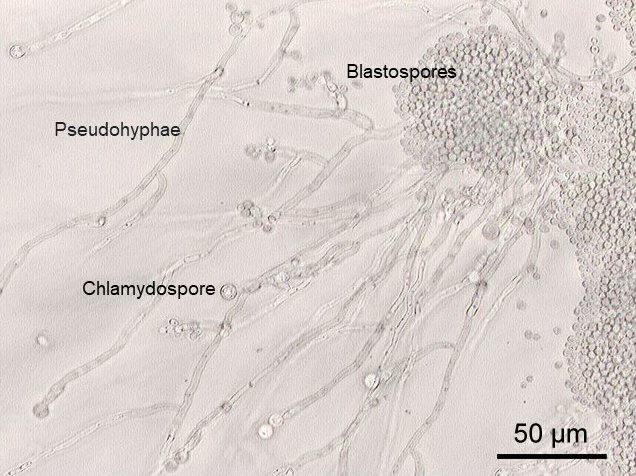
Chlamydospore van de gist Candida albicans